# 倉藤倖
倉藤倖（6月27日—）、日本漫画家、插畫家，栃木県出身。

## 作品
漫画
- 桜花絢爛生徒会〜Little God bless you!〜（月刊Comic Alive連載）
- 我們倆的田村同學（月刊電擊Comic Gao!連載、原作：竹宮ゆゆこ）
- 魔法少女追緝令（月刊Comic Alive連載、原作：日日日）
- 愛の夢（月刊電擊Comic Gao!2006年4月号掲載）
- グリーン・ウィザーズ（月刊Comic電撃大王掲載）

繪畫
- 暴風Girls Fight（著：佐佐原史緒、ファミ通文庫）
- フルはれ! 〜星にねがいを〜（『Magi-Cu連載、画：連と合作、文：長船玄武）

## 外部連結
- （日語） dasenka（作家本人網站）
- （日語） Fromコミグラ・倉藤倖